# (6824) Mallory
(6824) Mallory (1988 RE2) – planetoida z pasa głównego asteroid okrążająca Słońce w ciągu 5,51 lat w średniej odległości 3,12 j.a. Odkryta 8 września 1988 roku.